# Eligijus Ruškys
Eligijus Ruškys (né le 1er décembre 1990) est un athlète lituanien spécialiste du lancer de disque.
Le 21 juillet 2015, il porte son record personnel à 63,21 m à Kaunas.